# Bas de Jong (journalist)
Bas de Jong (Rotterdam, 31 januari 1927 - aldaar, 25 oktober 1987) was een Nederlands journalist. Hij werkte onder meer voor Het Vrije Volk en Het Vaderland. Daarnaast was hij enige tijd hoofdredacteur van de Leidse universiteitskrant Mare.
De Jong behaalde in 1946 zijn gymnasiumdiploma aan het Erasmiaans Gymnasium in Rotterdam. Niet lang daarna ging hij werken voor het dagblad De Waarheid, waarvoor hij onder meer toneelrecensies schreef. Tussen 1948 en 1950 was hij als dienstplichtig militair gelegerd in Indonesië. Na zijn terugkeer in Nederland trad De Jong in 1951 in dienst van Het Vrije Volk, eerst in Vlaardingen, later op de centrale redactie in Amsterdam. Na zijn vertrek bij de krant in 1968 was hij enige jaren voorlichter van de gemeente Amstelveen. In 1973 keerde hij terug in de journalistiek bij de Haagse krant Het Vaderland. Vier jaar later werd De Jong de eerste hoofdredacteur van de Leidse universiteitskrant Mare. Daar was hij onder meer de auteur achter de veelbesproken column Jantje van Leiden. In de zomer van 1979 trad hij opnieuw in dienst van Het Vrije Volk. Daar zou hij werkzaam blijven tot aan zijn dood in 1987.